# Диренийтрижелезо
Диренийтрижелезо — бинарное неорганическое соединение
рения и железа
с формулой Fe3Re2,
кристаллы.

## Получение
- Сплавление стехиометрических количеств чистых веществ:

{\displaystyle {\mathsf {2Re+3Fe\ {\xrightarrow {850^{o}C}}\ Fe_{3}Re_{2}}}}

## Физические свойства
Диренийтрижелезо образует кристаллы
тетрагональной сингонии,
пространственная группа P 42/mnm,
параметры ячейки a = 0,904 нм, c = 0,472 нм, Z = 6,
структура типа урана β-U
.
Соединение метастабильно при температуре ниже 850°C .